# Delusuoni
Delusuoni è la prima raccolta del rapper italiano Cranio Randagio, pubblicata il 12 novembre 2019, per Black Book Fam, in occasione del terzo anniversario della sua morte.

## Descrizione
La raccolta contiene integralmente gli album Mezzo Vuoto, Weed Runners, 06-02 Crescere e Love & Feelings.
Nel bundle fisico è presente una pen drive contenente i singoli Delusuoni e Delusuoni - Remix. Nella versione digitale della raccolta è presente solo il singolo Delusuoni - Remix.

## Tracce
CD 1 - Mezzo Vuoto
Testi di Vittorio Andrei, eccetto dove indicato.
1. Intro – 2:26 (musica: Pans)
2. Mezzo Vuoto – 3:56 (musica: Lorenzo Gabrielli)
3. Death Tango – 2:54 (musica: Hest)
4. Please Die – 4:34 (musica: Lorenzo Gabrielli)
5. Get Loud – 2:22 (musica: Hest)
6. Ninna Nanna – 2:58 (musica: Emanuele Maracchioni)

CD 2 - Weed Runners (con Dubeat)
Testi di Vittorio Andrei e Lorenzo Gabrielli, eccetto dove indicato, musiche di Lorenzo Gabrielli.
1. Intro – 3:23
2. Coglila – 3:39
3. Shitty Thoughts – 3:56 (testo: Vittorio Andrei)
4. A Cup Of Tea – 3:29
5. Boom – 2:09
6. B.B.B (Black Book Bitches) (feat. Influenze Negative) – 3:42 (testo: Vittorio Andrei, Lorenzo Gabrielli, Emanuele Maracchioni, Simone Paladini)
7. A Beauty And Dubeat – 3:06 (testo: Lorenzo Gabrielli)
8. Floating Away From The Town – 2:52

CD 3 - 06-02 Crescere
Testi di Vittorio Andrei, musiche di Lorenzo Gabrielli, eccetto dove indicato.
1. Mamma Roma, addio – 3:55
2. Shitty Thoughts 2 – 4:04
3. Capodogli (feat. William Pascal) – 2:46 (testo: Guglielmo Pascali, Vittorio Andrei)
4. Walkman – 3:06 (musica: Andrea Dub)
5. A Selfish Selfie – 3:32 (musica: Emanuele Maracchioni)
6. Fighter (feat. Dubeat) – 3:56 (testo: Lorenzo Gabrielli, Vittorio Andrei)
7. 0602 (feat. Chabani) – 2:38 (testo: Emanuele Maracchioni, Vittorio Andrei)
8. Stay Stray – 2:27 (musica: Ill Coinquilino)
9. Tonight – 3:28
10. Morituri te salutant (feat. Neemia) – 4:53 (musica: George La Rouge)
11. Un banalissimo ti amo – 4:24
12. Crescere – 4:49
13. BB Gangbang (feat. Dubeat, Influenze Negative, Katana) – 3:44 (testo: Vittorio Andrei, Lorenzo Gabrielli, Emanuele Maracchioni, Simone Paladini, Lorenzo Piazza)

CD 4 - Love & Feelings
Testi di Vittorio Andrei, musiche di Francesco Saverio Caligiuri, eccetto dove indicato.
1. Vittorio come va? – 3:18
2. Doposci – 3:39 (musica: Andrea Mariatti)
3. Love & Feelings (feat. Davide Shorty) – 3:33 (testo: Davide Sciortino, Vittorio Andrei)
4. Petrolio – 4:04 (musica: Dario Cicala)
5. Il canale della manica – 2:49
6. Il clima cambierà – 3:25
7. PxV – 3:26